# Ђорђе Ивачковић
Ђорђе Ивачковић (Хоргош, 25. јануар 1930 — Париз, 13. јул 2012) био је српско-француски сликар.

## Биографија
Дипломирао је 1955. године на Архитектонском Факултету у Београду. Пре одласка у иностранство бавио се струком и био је џез пијаниста.
Прву самосталну изложбу у Паризу  имао је 1965. када је излагао на Бијеналу младих, у селекцији Француске.
Био је самоук. Излагао је највише у Француској, али и широм Европе.
Ивачковић је живео и радио у Паризу од 1962. године све до смрти.
Његова ретроспективна изложба приређена је у Галерији САНУ 2015. године.